# The E.N.D.

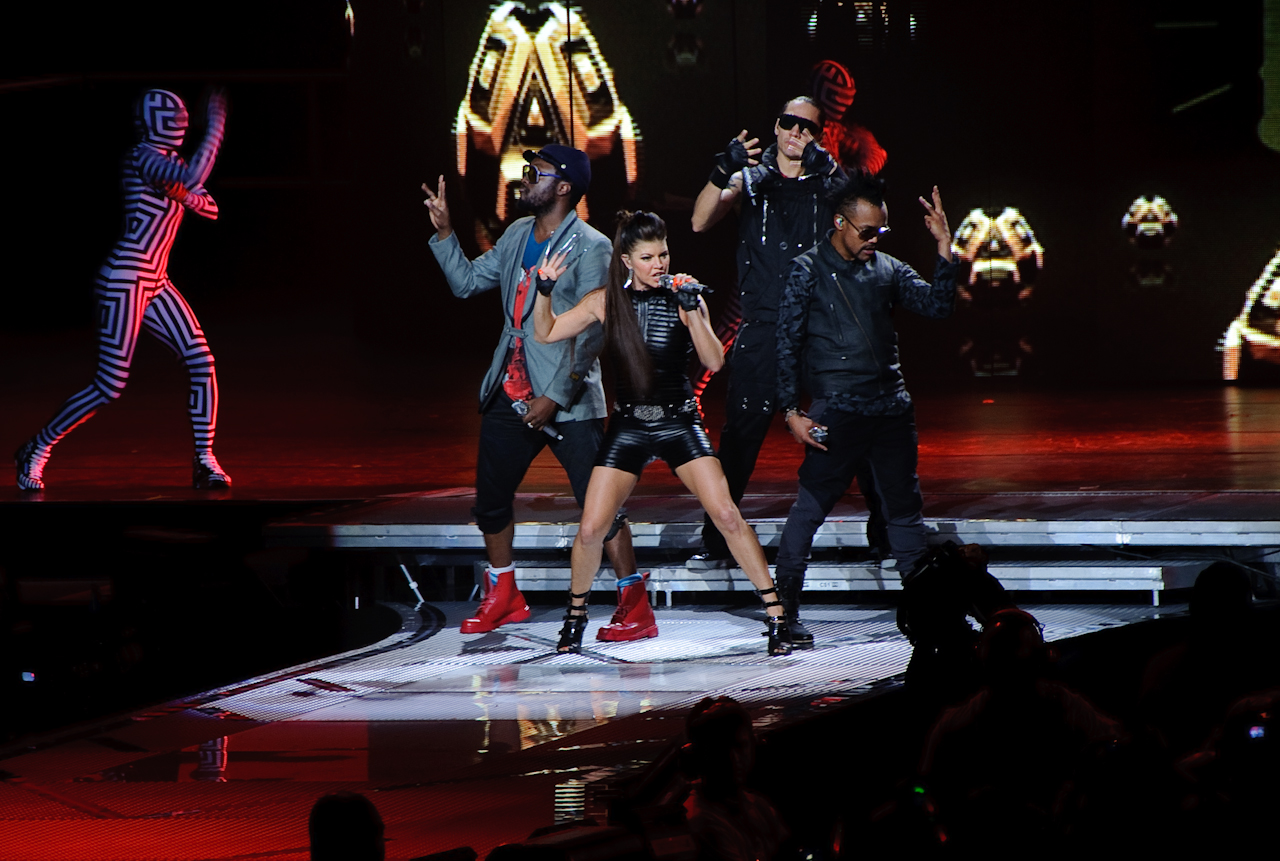
Optreden van Black Eyed Peas in de END-tour

The E.N.D. (The Energy Never Dies) is het vijfde studioalbum van de Amerikaanse hiphopgroep The Black Eyed Peas. Het album werd in Japan officieel op 3 juni uitgebracht en wereldwijd werd het album op 9 juni 2009 uitgebracht. will.i.am was de producer van het album en zorgde ervoor dat het nieuwe album niet de traditionele hiphop stijl bevatte, maar meer electropop.
Voordat het album uit zou komen werden er drie promo-singles uitgebracht, die op het nieuwe album zouden staan. De drie nummers zouden elk in een nieuwe week op iTunes uit worden gebracht. Op 19 mei werd het nummer Imma Be uitgebracht, gevolgd door Alive op 26 mei. Op 2 juni werd het derde promonummer Meet Me Halfway uitgebracht. will.i.am bevestigde dat geen van deze drie nummers zouden worden uitgebracht als leadsingle.
De eerste single van het album, genaamd Boom Boom Pow, bereikte een nummer tien notering in de Nederlandse Top 40 en stond zestien weken genoteerd. Tweede single I Gotta Feeling presteerde echter beter door na vijf weken de eerste positie te bereiken. Dit betekende de derde nummer 1-notering van de groep in Nederland en bleef er twee weken staan. Het nummer stond ook op de eerste positie in de jaarlijst van 2009. Het nummer versloeg in haar 23ste week Krezip's Sweet Goodbyes. De derde single Meet Me Halfway was weer een andere richting dan voorgangers Boom Boom Pow en I Gotta Feeling en bereikte de derde positie.

## Nummers
| #   | Titel                         | Producers en schrijvers                                                                                 | Lengte |
| --- | ----------------------------- | --- | ------ |
| 1.  | Boom Boom Pow                 | Allan Pineda, William Adams, Stacy Ferguson, Jaime Gomez                                                | 5:08   |
| 2.  | Rock That Body                | Mark Knight, Muns, A. Pineda, W. Adams, S. Ferguson, Jean Baptiste, David Guetta, J. Gomez, Adam Walder | 4:28   |
| 3.  | Meet Me Halfway               | Keith Harris, A. Pineda, W. Adams, S. Ferguson, J. Baptiste, Sylvia Gordon, J. Gomez,                   | 4:44   |
| 4.  | Imma Be                       | T. Brenneck, M. Deller, D. Foder, K. Harris, A. Pineda, J. Tankel, W. Adams, S. Ferguson, J. Gomez,     | 4:16   |
| 5.  | I Gotta Feeling               | A. Pineda, Frederick Riesterer, W. Adams, S. Ferguson, D.Guetta, J. Gomez                               | 4:07   |
| 6.  | Alive                         | A. Pineda, W. Adams, S. Ferguson, J. Baptiste, J. Gomez                                                 | 5:02   |
| 7.  | Missing You                   | A. Pineda, W. Adams, S. Ferguson, Printz Board, J. Baptiste, J. Gomez                                   | 4:34   |
| 8.  | Ring-a-Ling (bevat interlude) | K. Harris, A. Pineda, W. Adams, S. Ferguson, J. Gomez                                                   | 4:32   |
| 9.  | Party All the Time            | A. Pineda, W. Adams, S. Ferguson, J. Gomez                                                              | 4:43   |
| 10. | Out of My Head                | K. Harris, Tim Orindgreff, W. Adams, A. Williams, S. Ferguson, George Pajon, Printz Board, J. Gomez     | 3:51   |
| 11. | Electric City                 | A. Pineda, Bert Berns, Ri Gottehrer, W. Adams, S. Ferguson, Robert Feldman, Gerald Goldstein, J. Gomez  | 4:08   |
| 12. | Showdown (bevat interlude)    | Ryan Buendia, A. Pineda, W. Adams, S. Ferguson, J. Gomez                                                | 4:27   |
| 13. | Now Generation                | T. Orindgreff, A. Pineda, W. Adams, S. Ferguson, G. Pajon, J. Gomez                                     | 4:06   |
| 14. | One Tribe (bevat interlude)   | A. Pineda, W. Adams, S. Ferguson, Printz Board, J. Gomez                                                | 4:40   |
| 15  | Rockin to the Beat            | G. Pajon Jr, A. Pineda, W. Adams, S. Ferguson, Printz Board, J. Gomez                                   | 3:15   |

## Hitnoteringen

### NederlandseAlbum Top 100
| Hitnotering: 13-06-2009 t/m 18-09-2009 | Hitnotering: 13-06-2009 t/m 18-09-2009 | Hitnotering: 13-06-2009 t/m 18-09-2009 | Hitnotering: 13-06-2009 t/m 18-09-2009 | Hitnotering: 13-06-2009 t/m 18-09-2009 | Hitnotering: 13-06-2009 t/m 18-09-2009 | Hitnotering: 13-06-2009 t/m 18-09-2009 | Hitnotering: 13-06-2009 t/m 18-09-2009 | Hitnotering: 13-06-2009 t/m 18-09-2009 | Hitnotering: 13-06-2009 t/m 18-09-2009 | Hitnotering: 13-06-2009 t/m 18-09-2009 | Hitnotering: 13-06-2009 t/m 18-09-2009 | Hitnotering: 13-06-2009 t/m 18-09-2009 | Hitnotering: 13-06-2009 t/m 18-09-2009 | Hitnotering: 13-06-2009 t/m 18-09-2009 | Hitnotering: 13-06-2009 t/m 18-09-2009 | Hitnotering: 13-06-2009 t/m 18-09-2009 | Hitnotering: 13-06-2009 t/m 18-09-2009 |
| Week:                                  | 1                                      | 2                                      | 3                                      | 4                                      | 5                                      | 6                                      | 7                                      | 8                                      | 9                                      | 10                                     | 11                                     | 12                                     | 13                                     | 14                                     | 15                                     | 16                                     | 17                                     |
| -------------------------------------- | -------------------------------------- | -------------------------------------- | -------------------------------------- | -------------------------------------- | -------------------------------------- | -------------------------------------- | -------------------------------------- | -------------------------------------- | -------------------------------------- | -------------------------------------- | -------------------------------------- | -------------------------------------- | -------------------------------------- | -------------------------------------- | -------------------------------------- | -------------------------------------- | -------------------------------------- |
| Positie:                               | 10                                     | 14                                     | 17                                     | 8                                      | 13                                     | 15                                     | 12                                     | 11                                     | 14                                     | 14                                     | 10                                     | 15                                     | 18                                     | 19                                     | 26                                     | 23                                     | 29                                     |
| Week:                                  | 18                                     | 19                                     | 20                                     | 21                                     | 22                                     | 23                                     | 24                                     | 25                                     | 26                                     | 27                                     | 28                                     | 29                                     | 30                                     | 31                                     | 32                                     | 33                                     | 34                                     |
| Positie:                               | 32                                     | 30                                     | 38                                     | 35                                     | 27                                     | 22                                     | 22                                     | 26                                     | 29                                     | 28                                     | 28                                     | 29                                     | 26                                     | 20                                     | 24                                     | 24                                     | 25                                     |
| Week:                                  | 35                                     | 36                                     | 37                                     | 38                                     | 39                                     | 40                                     | 41                                     | 42                                     | 43                                     | 44                                     | 45                                     | 46                                     | 47                                     | 48                                     | 49                                     | 50                                     | 51                                     |
| Positie:                               | 25                                     | 26                                     | 25                                     | 29                                     | 28                                     | 38                                     | 35                                     | 39                                     | 48                                     | 42                                     | 41                                     | 53                                     | 42                                     | 27                                     | 34                                     | 35                                     | 47                                     |
| Week:                                  | 52                                     | 53                                     | 54                                     | 55                                     | 56                                     | 57                                     | 58                                     | 59                                     | 60                                     | 61                                     | 62                                     | 63                                     | 64                                     | 65                                     | 66                                     | 67                                     |                                        |
| Positie:                               | 48                                     | 35                                     | 34                                     | 46                                     | 44                                     | 40                                     | 51                                     | 45                                     | 52                                     | 47                                     | 51                                     | 44                                     | 64                                     | 89                                     | 89                                     | 85                                     | uit                                    |

### VlaamseUltratop 100Albums
| Hitnotering: 13-06-2009 t/m 02-10-2009 | Hitnotering: 13-06-2009 t/m 02-10-2009 | Hitnotering: 13-06-2009 t/m 02-10-2009 | Hitnotering: 13-06-2009 t/m 02-10-2009 | Hitnotering: 13-06-2009 t/m 02-10-2009 | Hitnotering: 13-06-2009 t/m 02-10-2009 | Hitnotering: 13-06-2009 t/m 02-10-2009 | Hitnotering: 13-06-2009 t/m 02-10-2009 | Hitnotering: 13-06-2009 t/m 02-10-2009 | Hitnotering: 13-06-2009 t/m 02-10-2009 | Hitnotering: 13-06-2009 t/m 02-10-2009 | Hitnotering: 13-06-2009 t/m 02-10-2009 | Hitnotering: 13-06-2009 t/m 02-10-2009 | Hitnotering: 13-06-2009 t/m 02-10-2009 | Hitnotering: 13-06-2009 t/m 02-10-2009 | Hitnotering: 13-06-2009 t/m 02-10-2009 | Hitnotering: 13-06-2009 t/m 02-10-2009 | Hitnotering: 13-06-2009 t/m 02-10-2009 | Hitnotering: 13-06-2009 t/m 02-10-2009 |
| Week:                                  | 1                                      | 2                                      | 3                                      | 4                                      | 5                                      | 6                                      | 7                                      | 8                                      | 9                                      | 10                                     | 11                                     | 12                                     | 13                                     | 14                                     | 15                                     | 16                                     | 17                                     | 18                                     |
| -------------------------------------- | -------------------------------------- | -------------------------------------- | -------------------------------------- | -------------------------------------- | -------------------------------------- | -------------------------------------- | -------------------------------------- | -------------------------------------- | -------------------------------------- | -------------------------------------- | -------------------------------------- | -------------------------------------- | -------------------------------------- | -------------------------------------- | -------------------------------------- | -------------------------------------- | -------------------------------------- | -------------------------------------- |
| Positie:                               | 25                                     | 8                                      | 7                                      | 8                                      | 9                                      | 14                                     | 10                                     | 11                                     | 9                                      | 6                                      | 7                                      | 5                                      | 8                                      | 11                                     | 15                                     | 20                                     | 15                                     | 19                                     |
| Week:                                  | 19                                     | 20                                     | 21                                     | 22                                     | 23                                     | 24                                     | 25                                     | 26                                     | 27                                     | 28                                     | 29                                     | 30                                     | 31                                     | 32                                     | 33                                     | 34                                     | 35                                     | 36                                     |
| Positie:                               | 21                                     | 25                                     | 26                                     | 29                                     | 29                                     | 30                                     | 25                                     | 27                                     | 20                                     | 14                                     | 9                                      | 5                                      | 8                                      | 5                                      | 6                                      | 6                                      | 7                                      | 8                                      |
| Week:                                  | 37                                     | 38                                     | 39                                     | 40                                     | 41                                     | 42                                     | 43                                     | 44                                     | 45                                     | 46                                     | 47                                     | 48                                     | 49                                     | 50                                     | 51                                     | 52                                     | 53                                     | 54                                     |
| Positie:                               | 13                                     | 7                                      | 10                                     | 15                                     | 12                                     | 11                                     | 10                                     | 7                                      | 5                                      | 4                                      | 4                                      | 4                                      | 5                                      | 9                                      | 11                                     | 8                                      | 8                                      | 8                                      |
| Week:                                  | 55                                     | 56                                     | 57                                     | 58                                     | 59                                     | 60                                     | 61                                     | 62                                     | 63                                     | 64                                     | 65                                     | 66                                     | 67                                     | 68                                     | 69                                     |                                        |                                        |                                        |
| Positie:                               | 5                                      | 4                                      | 3                                      | 10                                     | 5                                      | 8                                      | 10                                     | 15                                     | 16                                     | 16                                     | 16                                     | 14                                     | 22                                     | 18                                     | 26                                     | uit                                    |                                        |                                        |

Will.i.am · Apl.de.ap · Taboo · Fergie